# 스페인의 국장
스페인의 국장은 1981년 10월 5일에 제정되었다.
국장 양쪽에는 헤라클레스의 기둥이라고 부르는 두 개의 기둥이 그려져 있으며 기둥 위에는 신성 로마 제국의 카를 5세 황제가 사용했던 왕관이 올려져 있다. 기둥 양쪽에 그려져 있는 빨간색 리본에는 스페인의 나라 표어인 "보다 더 멀리"(플루스 울트라, PLVS VLTRA, Plus Ultra)가 라틴어로 쓰여져 있다. 방패 중앙부에는 빨간색 테를 두른 파란색 원이 그려져 있고 원 안에는 세 개의 백합 무늬가 그려져 있다. 다섯 개의 작은 공간에는 15세기 말에 스페인이 통일되기 이전에 있었던 스페인의 다섯 왕국을 상징하는 문양이 그려져 있다.
방패 왼쪽 상단에는 카스티야 왕국(빨간색 바탕에 세 개의 탑이 세워진 금색 성곽이 그려진 문양), 오른쪽 상단에는 금색 왕관을 쓴 사자는 레온 왕국(은색 바탕에 금색 왕관을 쓴 자주색 사자가 그려진 문양), 왼쪽 하단에는 빨간색과 금색의 방패는 아라곤 왕국(금색 바탕에 네 개의 빨간색 세로 줄무늬가 그려진 문양), 오른쪽 하단에는 나바라 왕국(빨간색 바탕에 십자 모양과 X자 모양의 십자 모양으로 묶인 금색 쇠사슬이 그려진 문양)을 상징하는 문양이 그려져 있으며 방패 아래쪽에는 그라나다 왕국(은색 바탕에 두 개의 잎과 빨간색 열매를 가진 석류 문양)을 상징하는 문양이 그려져 있다. 방패 위에는 스페인의 국왕을 상징하는 왕관이 장식되어 있다.

## 역대 스페인의 국장

가톨릭 왕조 (1475년-1492년)
가톨릭 왕조 (1492년-1508년)
카를 5세의 문장 (1516년-1518년)
카를 5세의 문장 (1518년-1520년)
카를 5세의 문장 (1520년-1530년)
카를 5세의 문장 (1530년-1556년)
펠리페 2세의 문장 (1556년-1558년)
펠리페 2세의 문장 (1558년-1580년)
합스부르크 왕가의 문장 (1580년-1700년)
부르봉 왕가의 문장 (1700년-1761년)
부르봉 왕가의 문장 (1761년-1868년, 1875년-1931년)
보나파르트 가의 문장 (1808년-1813년)
스페인의 국장 (1870년-1873년)
스페인 제1공화국 (1873년-1874년)
스페인의 국장 (1874년-1931년)
스페인 제2공화국 (1931년-1939년)
프랑코 정권 시절의 국장 (1938년-1945년)
프랑코 정권 시절의 국장 (1945년-1977년)
민주화 이행 과정에서 사용된 스페인의 국장 (1977년-1981년)

## 같이 보기
- 그라나다